# Маковеєв Віктор Іванович
Маковеєв Віктор Іванович — український режисер-документаліст.
Народився 7 грудня 1925 року у с. Завялово Омської обл. (Росія) в селянській родині. Учасник Великої Вітчизняної війни. Закінчив кінознавчий факультет Київського державного інституту театрального мистецтва ім. І. Карпенка-Карого (1970). Працював на студії «Укркінохроніка» начальником відділу кадрів, начальником виробництва. З 1968 року — режисер студії «Укркінохроніка».
Створив стрічки:
- «Оперному 100 років» (1968), «Першотравень» (1969), «Вічна тема», «В степу під Охтиркою» (1970), «Шляхами росту» (1971), «Нафтовики Мангишлака» (1971), «Комуна ім. Котовського» (1972), «Люди комуністичної праці» (1973), «Корсунське кільце», «Вибір на все життя», «Київське море», «Сталінград на Дніпрі» (1974), ряд сюжетів до кіножурналів «Радянська Україна», «Молодь України», «Піонерія» тощо.

Нагороджений орденами Вітчизняної війни II ст., Червоної Зірки, Трудового Червоного Прапора, медалями та значком «Отличник кинематографии СССР».
Член Національної спілки кінематографістів України.